# الیوت کووان
الیوت کووان (انگلیسی: Elliot Cowan؛ زادهٔ ۹ ژوئیهٔ ۱۹۷۶) یک هنرپیشه اهل بریتانیا است. وی از سال ۲۰۰۰ میلادی تاکنون مشغول فعالیت بوده‌است.
از فیلم‌ها یا برنامه‌های تلویزیونی که وی در آن نقش داشته‌است، می‌توان به اسکندر، بی غم، عشق و بلایای دیگر، وقایع‌نگاری فرانکنشتاین و پلیدی‌های داوینچی اشاره کرد.